# Кърджали (нос)
Вижте пояснителната страница за други значения на Кърджали.
Носът Кърджали (на английски: Kardzhali Point) е скалист морски нос от южната страна на входа в залива Огражден на северозападния бряг на полуостров Рей, полуостров Байърс на остров Ливингстън. Разположен 680 м южно от нос Есекс, 1.23 км на изток-североизток от нос Исбул и 1.98 км на изток-североизток от нос Старт.
Координатите му са: 62°34′57″ ю. ш. 61°11′00″ з. д. / 62.5825° ю. ш. 61.183333° з. д..
Наименуван е на град Кърджали. Първоначалното име на носа от 15 декември 2006 г., нос Перелик, на 12 август 2008 г. е дадено на географски обект на остров Робърт. Името е официално дадено на 23 ноември 2009 г.
Британско картографиране от 1968 г., испанско от 1992 г., българско от 2005 г., 2009 г. и 2010 г.

## Карти
- Península Byers, Isla Livingston Архив на оригинала от 2013-11-09 в Wayback Machine.. Mapa topográfico a escala 1:25000. Madrid: Servicio Geográfico del Ejército, 1992.
- Л. Иванов. Антарктика: Остров Ливингстън и острови Гринуич, Робърт, Сноу и Смит. Топографска карта в мащаб 1:120000. Троян: Фондация Манфред Вьорнер, 2009. ISBN 978-954-92032-4-0